# Edo Meisho Zue
Edo Meisho Zue (江戸名所図会, Guia al famós emplaçament Edo) és una guia il·lustrada que descriu i representa el paisatge del Tòquio dels anys anteriors a 1868, llavors conegut amb el nom d'Edo. Aquesta guia va ser impresa en 20 llibres dividits en set volums mitjançant les tècniques d'impressió xilogràfica japoneses. La primera publicació data del 1834 (volums 1-3, 10 primers llibres), la qual es va reeditar el 1836 (volums 4-7, últims 10 llibres) sense haver sofert grans revisions. Durant els últims anys del període Edo la guia es va convertir immediatament en un gran èxit, el qual va donar lloc a un "boom" de publicacions de més meisho zue ("guies d'emplaçaments famosos").

## Elaboració
Edo Meisho Zue va anar prenent forma durant més de 40 anys. Va ser concebuda per Sait Yukio Nagaaki (1737-1799) qui, influït per la proliferació de guies de llocs famosos a la regió japonesa de Kansai, va decidir que Edo també necessitava una. Es creu que va ser ell que va començar a escriure la guia al voltant de 1791, i se sap que havia obtingut permís per escriure i editar un pròleg; no obstant això, va morir abans de poder acabar-lo. Des d'aquell moment, el gendre de Yukio, Sait Yukitaka Agatamaro (1772-1818), va continuar el treball, assumint amb això més investigacions per afegir nous llocs i investigar altres informacions; també va morir, però, poc abans que pogués finalitzar el treball. El fill de Yukitaka, Sait Yukinari Gesshin (1804-1878) llavors tenia només 15 anys, per la qual cosa no va poder reprendre immediatament el treball del seu pare; tanmateix, Yukinari estava determinat a acabar amb el treball que amb tant amor havien deixat inacabat el seu pare i el seu avi. Finalment va portar a bon terme tota la investigació, redacció de la informació, edició i correcció el 1834, i va arribar al públic una estimable i innovadora guia de geografia que, encara avui, és utilitzada per historiadors professionals i aficionats del període Edo.

## Il·lustracions
Edo Meisho Zue va ser il·lustrada per Hasegawa Settan (1778-1843). Les seves il·lustracions són altament reconegudes, ja que mostren un fidel reflex dels paisatges de l'època. La gent encara recorre a aquesta guia extraordinària per a tours guiats d'emplaçaments històrics.